# Wereldkampioenschap voetbal vrouwen onder 19 - 2004
Het Wereldkampioenschap voetbal onder 20 vrouwen - 2004 was de 2e editie van het FIFA Wereldkampioenschap voetbal onder 19 dat werd gehouden in Thailand van 10 november 2004 tot en met 27 november 2004.

## Geplaatste teams
| Continent                  | Confederatie | Gekwalificeerd(e) teams         |
| -------------------------- | ------------ | ------------------------------- |
| Afrika                     | CAF          | Nigeria                         |
| Azië                       | AFC          | Australië China Zuid-Korea      |
| Europa                     | UEFA         | Duitsland Italië Rusland Spanje |
| Noord- en Centraal-Amerika | CONCACAF     | Canada Verenigde Staten         |
| Zuid-Amerika               | CONMEBOL     | Brazilië                        |
| Gastland                   | Gastland     | Thailand                        |

### Groepsfase
Alle tijden zijn lokaal (UTC+7)

#### Groep A
| Team      | Pts | Pld | W | D | L | GF | GA | GD  |
| --------- | --- | --- | - | - | - | -- | -- | --- |
| Duitsland | 7   | 3   | 2 | 1 | 0 | 13 | 3  | +10 |
| Canada    | 7   | 3   | 2 | 1 | 0 | 12 | 4  | +8  |
| Australië | 3   | 3   | 1 | 0 | 2 | 6  | 6  | 0   |
| Thailand  | 0   | 3   | 0 | 0 | 3 | 0  | 18 | −18 |

|                        |          |           |                                                                     |                                                                                         |
| 10 november 2004 17:00 | Thailand | 0–6       | Duitsland                                                           | Rajamangala Nationaal Stadion, Bangkok Toeschouwers: 40.000 Scheidsrechter: Martha Toro |
| 10 november 2004 17:00 |          | (Verslag) | 10' Mittag 12', 41' Goessling 17', 24' Okoyino Da Mbabi 43' Laudehr | Rajamangala Nationaal Stadion, Bangkok Toeschouwers: 40.000 Scheidsrechter: Martha Toro |

|                        |              |           |                |                                                                                                 |
| 10 november 2004 19:45 | Australië    | 1–2       | Canada         | Rajamangala Nationaal Stadion, Bangkok Toeschouwers: 40.000 Scheidsrechter: Alexandra Ihringova |
| 10 november 2004 19:45 | McCallum 49' | (Verslag) | 14', 19' Timko | Rajamangala Nationaal Stadion, Bangkok Toeschouwers: 40.000 Scheidsrechter: Alexandra Ihringova |

|                        |                                                 |           |           |                                                                                 |
| 13 november 2004 17:00 | Duitsland                                       | 4–0       | Australië | Suphachalasai Stadion, Bangkok Toeschouwers: 5.000 Scheidsrechter: Maria Ortega |
| 13 november 2004 17:00 | Okoyino Da Mbabi 4' Mittag 26', 73' Blaesse 85' | (Verslag) |           | Suphachalasai Stadion, Bangkok Toeschouwers: 5.000 Scheidsrechter: Maria Ortega |

|                        |                                                                    |           |          |                                                                                 |
| 13 november 2004 19:45 | Canada                                                             | 7–0       | Thailand | Suphachalasai Stadion, Bangkok Toeschouwers: 5.500 Scheidsrechter: Anna De Toni |
| 13 november 2004 19:45 | Dennis 11' Timko 25', 35', 56' Robinson 33' Maranda 46' Jamani 54' | (Verslag) |          | Suphachalasai Stadion, Bangkok Toeschouwers: 5.500 Scheidsrechter: Anna De Toni |

|                        |                             |          |                                |                                                                                 |
| 16 november 2004 19:45 | Duitsland                   | 3–3      | Canada                         | Suphachalasai Stadion, Bangkok Toeschouwers: 2.500 Scheidsrechter: Sarah Girard |
| 16 november 2004 19:45 | Hanebeck 4' Mittag 10', 37' | (Report) | 40' Lang 42' Maranda 63' Timko | Suphachalasai Stadion, Bangkok Toeschouwers: 2.500 Scheidsrechter: Sarah Girard |

|                        |                                                               |          |          |                                                                                        |
| 16 november 2004 19:45 | Australië                                                     | 5–0      | Thailand | 700th Anniversary Stadion, Chiang Mai Toeschouwers: 21.600 Scheidsrechter: Mayumi Oiwa |
| 16 november 2004 19:45 | McCallum 10', 19' Wiwasukhu 26' (OG) Ledbrook 45' Kuralay 55' | (Report) |          | 700th Anniversary Stadion, Chiang Mai Toeschouwers: 21.600 Scheidsrechter: Mayumi Oiwa |

#### Groep B
| Team     | Pts | Pld | W | D | L | GF | GA | GD |
| -------- | --- | --- | - | - | - | -- | -- | -- |
| Brazilië | 6   | 3   | 2 | 0 | 1 | 6  | 5  | +1 |
| China    | 6   | 3   | 2 | 0 | 1 | 4  | 3  | +1 |
| Nigeria  | 4   | 3   | 1 | 1 | 1 | 4  | 4  | 0  |
| Italië   | 1   | 3   | 0 | 1 | 2 | 3  | 5  | −2 |

|                        |         |           |                |                                                                                        |
| 10 november 2004 17:00 | Nigeria | 0–1       | China          | 700th Anniversary Stadion, Chiang Mai Toeschouwers: 6/000 Scheidsrechter: Sarah Girard |
| 10 november 2004 17:00 |         | (Verslag) | 77' Zhang Ying | 700th Anniversary Stadion, Chiang Mai Toeschouwers: 6/000 Scheidsrechter: Sarah Girard |

|                        |           |           |                          |                                                                                       |
| 10 november 2004 19:45 | Italië    | 1–2       | Brazilië                 | 700th Anniversary Stadion, Chiang Mai Toeschouwers: 6.000 Scheidsrechter: Eun Ah-Hong |
| 10 november 2004 19:45 | Ricco 64' | (Verslag) | 11' Costi (ED) 84' Kelly | 700th Anniversary Stadion, Chiang Mai Toeschouwers: 6.000 Scheidsrechter: Eun Ah-Hong |

|                        |                          |           |           |                                                                                           |
| 13 november 2004 17:00 | China                    | 2–1       | Italië    | 700th Anniversary Stadion, Chiang Mai Toeschouwers: 6.000 Scheidsrechter: Jacqui Melksham |
| 13 november 2004 17:00 | Wang Kun 52' Xu Yuan 82' | (Verslag) | 24' Ricco | 700th Anniversary Stadion, Chiang Mai Toeschouwers: 6.000 Scheidsrechter: Jacqui Melksham |

|                        |                         |           |                             |                                                                                          |
| 13 november 2004 19:45 | Brazilië                | 2–3       | Nigeria                     | 700th Anniversary Stadion, Chiang Mai Toeschouwers: 7.687 Scheidsrechter: Virginia Tovar |
| 13 november 2004 19:45 | Marta 55' Cristiane 83' | (Verslag) | 9' Uwak 14' Godwin 90' Sabi | 700th Anniversary Stadion, Chiang Mai Toeschouwers: 7.687 Scheidsrechter: Virginia Tovar |

|                        |                |           |                         |                                                                                        |
| 16 november 2004 17:00 | China          | 1–2       | Brazilië                | Suphachalasai Stadion, Bangkok Toeschouwers: 2.500 Scheidsrechter: Alexandra Ihringova |
| 16 november 2004 17:00 | Lou Xiaoxu 53' | (Verslag) | 38' Marta 47' Cristiane | Suphachalasai Stadion, Bangkok Toeschouwers: 2.500 Scheidsrechter: Alexandra Ihringova |

|                        |             |           |          |                                                                                       |
| 16 november 2004 17:00 | Italië      | 1–1       | Nigeria  | 700th Anniversary Stadion, Chiang Mai Toeschouwers: 5.400 Scheidsrechter: Martha Toro |
| 16 november 2004 17:00 | Manieri 68' | (Verslag) | 88' Sabi | 700th Anniversary Stadion, Chiang Mai Toeschouwers: 5.400 Scheidsrechter: Martha Toro |

#### Groep C
| Team             | Pts | Pld | W | D | L | GF | GA | GD |
| ---------------- | --- | --- | - | - | - | -- | -- | -- |
| Verenigde Staten | 9   | 3   | 3 | 0 | 0 | 8  | 1  | +7 |
| Rusland          | 3   | 3   | 1 | 0 | 2 | 5  | 7  | −2 |
| Zuid-Korea       | 3   | 3   | 1 | 0 | 2 | 3  | 5  | −2 |
| Spanje           | 3   | 3   | 1 | 0 | 2 | 3  | 6  | −3 |

|                        |            |          |                                         |                                                                             |
| 10 november 2004 17:00 | Zuid-Korea | 0–3      | Verenigde Staten                        | Sarakul Stadion, Phuket Toeschouwers: 9.900 Scheidsrechter: Antonia Kokotou |
| 10 november 2004 17:00 |            | (Report) | 15' (pen) Woznuk 17' Rodriguez 72' Gray | Sarakul Stadion, Phuket Toeschouwers: 9.900 Scheidsrechter: Antonia Kokotou |

|                        |                                                                   |          |                 |                                                                               |
| 10 november 2004 19:45 | Rusland                                                           | 4–1      | Spanje          | Sarakul Stadion, Phuket Toeschouwers: 5.000 Scheidsrechter: Pannipar Kamnueng |
| 10 november 2004 19:45 | Terekhova 10' Sochneva 36' Petrova 76' Zurine Gil Garcia 88' (OG) | (Report) | 24' Nuria Zufia | Sarakul Stadion, Phuket Toeschouwers: 5.000 Scheidsrechter: Pannipar Kamnueng |

|                        |                                              |          |              |                                                                         |
| 14 november 2004 17:00 | Verenigde Staten                             | 4–1      | Rusland      | Sarakul Stadion, Phuket Toeschouwers: 8.563 Scheidsrechter: Mayumi Oiwa |
| 14 november 2004 17:00 | Woznuk 2' (pen) Rostedt 25', 60' Rapinoe 63' | (Report) | 46' Sochneva | Sarakul Stadion, Phuket Toeschouwers: 8.563 Scheidsrechter: Mayumi Oiwa |

|                        |                    |          |                  |                                                                              |
| 14 november 2004 19:45 | Spanje             | 2–1      | Zuid-Korea       | Sarakul Stadion, Phuket Toeschouwers: 13.563 Scheidsrechter: Deidre Mitchell |
| 14 november 2004 19:45 | Jade Boho 19', 57' | (Report) | 72' Park Eun-Sun | Sarakul Stadion, Phuket Toeschouwers: 13.563 Scheidsrechter: Deidre Mitchell |

|                        |                  |          |        |                                                                            |
| 18 november 2004 17:00 | Verenigde Staten | 1–0      | Spanje | Sarakul Stadion, Phuket Toeschouwers: 9.652 Scheidsrechter: Virginia Tovar |
| 18 november 2004 17:00 | Rostedt 44'      | (Report) |        | Sarakul Stadion, Phuket Toeschouwers: 9.652 Scheidsrechter: Virginia Tovar |

|                        |         |          |                                    |                                                                                  |
| 18 november 2004 17:00 | Rusland | 0–2      | Zuid-Korea                         | Suphachalasai Stadion, Bangkok Toeschouwers: 800 Scheidsrechter: Jacqui Melksham |
| 18 november 2004 17:00 |         | (Report) | 21' Lee Jang-Mi 55' Park Hee-Young | Suphachalasai Stadion, Bangkok Toeschouwers: 800 Scheidsrechter: Jacqui Melksham |

## Knockout Rondes
Alle tijden zijn Lokaal (UTC+7)

### Kwartfinales
|                        |            |                    |          |                                                                                        |
| 21 november 2004 17:00 | Duitsland  | 1–1 (na verlening) | Nigeria  | 700th Anniversary Stadion, Chiang Mai Toeschouwers: 6.579 Scheidsrechter: Maria Ortega |
| 21 november 2004 17:00 | Mittag 86' | (Verslag)          | 35' Udoh | 700th Anniversary Stadion, Chiang Mai Toeschouwers: 6.579 Scheidsrechter: Maria Ortega |

|                                        |     | strafschoppen                  |  |
| Hanebeck Hauer Thomas Mittag Behringer | 4–3 | Iwuagwu Sike Udoh Godwin Yusuf |  |

|                        |                                             |                        |                               |                                                                                      |
| 21 november 2004 17:00 | Brazilië                                    | 2–2 4–2 (na verlening) | Rusland                       | Suphachalasai Stadion, Bangkok Toeschouwers: 5.400 Scheidsrechter: Pannipar Kamnueng |
| 21 november 2004 17:00 | Marta 42' Cristiane 90+4' Sandra 114', 117' | (Verslag)              | 29' Tsybutovich 61' Tsidikova | Suphachalasai Stadion, Bangkok Toeschouwers: 5.400 Scheidsrechter: Pannipar Kamnueng |

|                        |                           |           |           |                                                                                       |
| 21 november 2004 19:45 | Verenigde Staten          | 2–0       | Australië | 700th Anniversary Stadion, Chiang Mai Toeschouwers: 8.280 Scheidsrechter: Mayumi Oiwa |
| 21 november 2004 19:45 | Rodriguez 54' Rapinoe 68' | (Verslag) |           | 700th Anniversary Stadion, Chiang Mai Toeschouwers: 8.280 Scheidsrechter: Mayumi Oiwa |

|                        |           |           |                                     |                                                                                 |
| 21 november 2004 19:45 | Canada    | 1–3       | China                               | Suphachalasai Stadion, Bangkok Toeschouwers: 5.400 Scheidsrechter: Anna De Toni |
| 21 november 2004 19:45 | Timko 63' | (Verslag) | 3' (pen), 21' Zhang Ying 65' Liu Sa | Suphachalasai Stadion, Bangkok Toeschouwers: 5.400 Scheidsrechter: Anna De Toni |

### Halve finales
|                        |                                      |          |                  |                                                                                  |
| 24 november 2004 17:00 | Duitsland                            | 3–1      | Verenigde Staten | Suphachalasai Stadion, Bangkok Toeschouwers: 10.500 Scheidsrechter: Anna De Toni |
| 24 november 2004 17:00 | Krahn 11' Behringer 69' Hanebeck 82' | (Report) | 16' (OG) Krahn   | Suphachalasai Stadion, Bangkok Toeschouwers: 10.500 Scheidsrechter: Anna De Toni |

|                        |          |          |                     |                                                                                         |
| 24 november 2004 19:45 | Brazilië | 0–2      | China               | Suphachalasai Stadion, Bangkok Toeschouwers: 10.500 Scheidsrechter: Alexandra Ihringova |
| 24 november 2004 19:45 |          | (Report) | 11', 42' Lou Xiaoxu | Suphachalasai Stadion, Bangkok Toeschouwers: 10.500 Scheidsrechter: Alexandra Ihringova |

### Wedstrijd voor 3e plaats
|                        |                                  |           |          |                                                                                         |
| 27 november 2004 16:00 | Verenigde Staten                 | 3–0       | Brazilië | Rajamangala National Stadion, Bangkok Toeschouwers: 23.000 Scheidsrechter: Sarah Girard |
| 27 november 2004 16:00 | Hanks 21' Rapinoe 27' Woznuk 73' | (Verslag) |          | Rajamangala National Stadion, Bangkok Toeschouwers: 23.000 Scheidsrechter: Sarah Girard |

### Finale
|                        |                          |           |       |                                                                                           |
| 27 november 2004 19:00 | Duitsland                | 2–0       | China | Rajamangala National Stadion, Bangkok Toeschouwers: 23.000 Scheidsrechter: Virginia Tovar |
| 27 november 2004 19:00 | Laudehr 4' Behringer 83' | (Verslag) |       | Rajamangala National Stadion, Bangkok Toeschouwers: 23.000 Scheidsrechter: Virginia Tovar |